# Nils Westermark
Nils Johan Hugo Westermark (Estocolmo, 9 de septiembre de 1892-Estocolmo, 24 de enero de 1980) fue un deportista sueco que compitió en vela en la clase 8 Metre. Fue hermano del también regatista Herbert Westermark.
Participó en los Juegos Olímpicos de Estocolmo 1912, obteniendo una medalla de plata en la clase 8 Metre.

## Palmarés internacional
| Juegos Olímpicos | Juegos Olímpicos   | Juegos Olímpicos | Juegos Olímpicos |
| Año              | Lugar              | Medalla          | Clase            |
| ---------------- | ------------------ | ---------------- | ---------------- |
| 1912             | Estocolmo (Suecia) | Medalla de plata | 8 Metre          |